# Diego da Silva Rosa
Diego da Silva Rosa (født 22. marts 1989) er en brasiliansk fodboldspiller.